# Église Saint-Thomas-Becket de Moulineux
L'église Saint-Thomas-Becket de Moulineux est une église paroissiale catholique en ruines, dédiée à saint Thomas Becket, située dans la commune française de Chalou-Moulineux et le département de l'Essonne.

## Historique

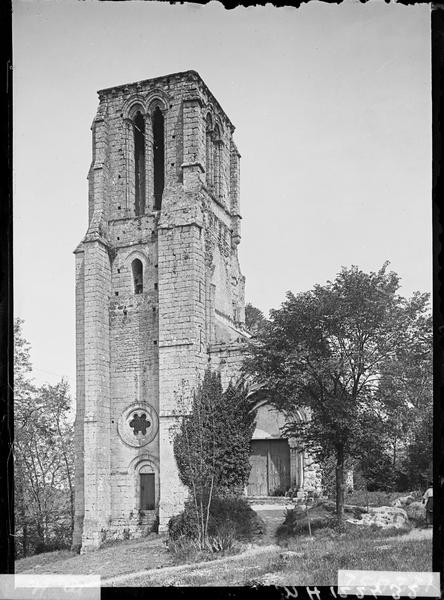
Les ruines de l'édifice, photographie de Jules Burthe d'Annelet (1870-1945)

L'église est construite en 1228 non loin de l'étang de Moulineux.
L'édifice sert de lieu de culte jusqu'en 1793 puis est vendu comme bien national, il est depuis propriété privée.
Depuis un arrêté du 17 avril 1931, l'église est inscrite au titre des monuments historiques.

## Description
Ne sont conservés que le clocher et une partie de la nef.

## Pour approfondir